# Cantone di La Ferté-Saint-Aubin
Il Cantone di La Ferté-Saint-Aubin è una divisione amministrativa dell'arrondissement di Orléans.
A seguito della riforma approvata con decreto del 25 febbraio 2014, che ha avuto attuazione dopo le elezioni dipartimentali del 2015, è passato da 6 a 7 comuni più una parte di Orléans.

## Composizione
I 6 comuni facenti parte prima della riforma del 2014 erano:
- Ardon
- La Ferté-Saint-Aubin
- Ligny-le-Ribault
- Marcilly-en-Villette
- Ménestreau-en-Villette
- Sennely

Dal 2015, oltre a parte del territorio comunale della città di Orléans, i comuni appartenenti al cantone sono i seguenti 7:
- Ardon
- La Ferté-Saint-Aubin
- Ligny-le-Ribault
- Marcilly-en-Villette
- Ménestreau-en-Villette
- Saint-Cyr-en-Val
- Sennely